# Natație la Jocurile Olimpice de vară din 2024 - 10 km maraton (feminin)
Proba de înot 10 km maraton feminin de la Jocurile Olimpice de vară din 2024 a avut loc pe 8 august 2024 pe râul Sena.

## Program
Orele sunt ora Franței (UTC+1) 
| Data               | Timp | Etapă  |
| ------------------ | ---- | ------ |
| Joi, 8 august 2024 | 7:30 | Finala |

## Rezultate
| Loc | Înotător               | Țară                       | Timp      | Note |
| --- | ---------------------- | -------------------------- | --------- | ---- |
| 1   | Sharon van Rouwendaal  | Olanda                     | 2:03:34,2 |      |
| 2   | Moesha Johnson         | Australia                  | 2:03:39,7 |      |
| 3   | Ginevra Taddeucci      | Italia                     | 2:03:42,8 |      |
| 4   | Ana Marcela Cunha      | Brazilia                   | 2:04:15,7 |      |
| 5   | Bettina Fabian         | Ungaria                    | 2:04:16,9 |      |
| 6   | Giulia Gabbrielleschi  | Italia                     | 2:04:17,9 |      |
| 7   | Océane Cassignol       | Franța                     | 2:06:06,9 |      |
| 8   | Caroline Laure Jouisse | Franța                     | 2:06:11,0 |      |
| 9   | Leonie Beck            | Germania                   | 2:06:13,4 |      |
| 10  | Ángela Martínez        | Spania                     | 2:06:15,3 |      |
| 11  | Viviane Jungblut       | Brazilia                   | 2:06:15,8 |      |
| 12  | Angelica Andre         | Portugalia                 | 2:06:17,0 |      |
| 13  | Airi Ebina             | Japonia                    | 2:06:17,7 |      |
| 14  | Chelsea Gubecka        | Australia                  | 2:06:17,8 |      |
| 15  | Katie Grimes           | Statele Unite ale Americii | 2:06:29,6 |      |
| 16  | Mariah Denigan         | Statele Unite ale Americii | 2:06:42,9 |      |
| 17  | María de Valdés        | Spania                     | 2:07:02,4 |      |
| 18  | Lisa Pou               | Monaco                     | 2:07:05,4 |      |
| 19  | Martha Sandoval        | Mexic                      | 2:07:24,9 |      |
| 20  | Leah Phoebe Crisp      | Marea Britanie             | 2:07:46,7 |      |
| 21  | María Bramont-Arias    | Peru                       | 2:12:44,7 |      |
| 22  | Leonie Märtens         | Germania                   | 2:15:57,3 |      |
| 23  | Emma Finlin            | Canada                     | 2:22:06,5 |      |
| 24  | Xin Xin                | China                      | 2:27:02,9 |      |